# Emiliana
Emiliana, Emilianna - żeński odpowiednik imienia Emilian. Patronką tego imienia w Kościele katolickim jest św. Emiliana, żyjąca w VI wieku.
Emiliana imieniny obchodzi 5 stycznia.

## Znane osoby
- Emilíana Torrini
- Święta Emiliana